# Tropidozineus amabilis
Tropidozineus amabilis är en skalbaggsart som beskrevs av Monné 1991. Tropidozineus amabilis ingår i släktet Tropidozineus och familjen långhorningar. Inga underarter finns listade i Catalogue of Life.